# Asystel MC Carnaghi

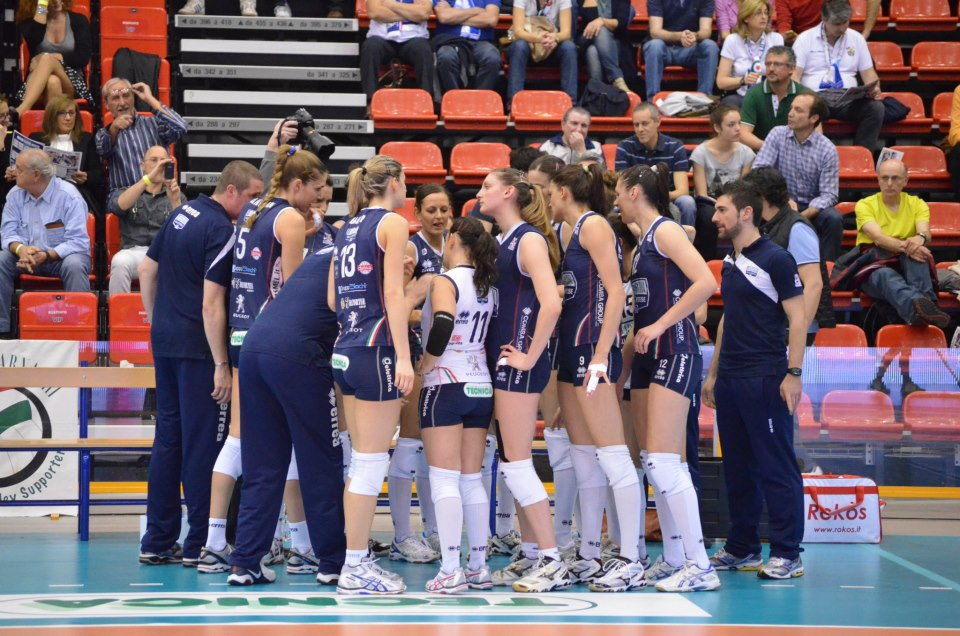
Zawodniczki Asystelu MC Carnaghi Villa Cortese w sezonie 2012/2013

Asystel MC Carnaghi Villa Cortese, włoski, żeński klub siatkarski powstały w 2012 r. w wyniku fuzji GSO Villa Cortese i Asystelu Novara z bazą w mieście Villa Cortese. Od sezonu 2012/13  występował w Serie A. Po zakończeniu sezonu 2012/13 klub wycofał się z rozgrywek Serie A1. Od sezonu 2013/14 drużyna rozpoczęła rywalizację w Serie B1.

## Kadra 2012/2013
| Nr | Imię i nazwisko    | Data ur. | Wzrost | Pozycja               |
| -- | ------------------ | -------- | ------ | --------------------- |
| 1  | Sanja Malagurski   | 1990     | 193    | przyjmująca/atakująca |
| 2  | Natalia Viganò     | 1979     | 178    | przyjmująca           |
| 3  | Vilmarie Mojica    | 1985     | 177    | rozgrywająca          |
| 4  | Maria Nomikou      | 1993     | 190    | przyjmująca/atakująca |
| 5  | Alexandra Klineman | 1989     | 194    | przyjmująca           |
| 7  | Raphaela Folie     | 1991     | 188    | środkowa              |
| 8  | Elena Perinelli    | 1995     | 182    | przyjmująca/atakująca |
| 9  | Stefana Veljković  | 1990     | 190    | środkowa              |
| 10 | Paola Cardullo     | 1982     | 162    | libero                |
| 11 | Sara Paris         | 1985     | 165    | libero                |
| 12 | Ilaria Garzaro     | 1986     | 189    | środkowa              |
| 13 | Katarina Barun     | 1983     | 194    | atakująca             |
| 14 | Caterina Bosetti   | 1994     | 180    | przyjmująca           |
| 17 | Giulia Rondon      | 1987     | 189    | rozgrywająca          |
| 18 | Miriam Sylla       | 1995     | 181    | przyjmująca           |